# Matteo Ripa

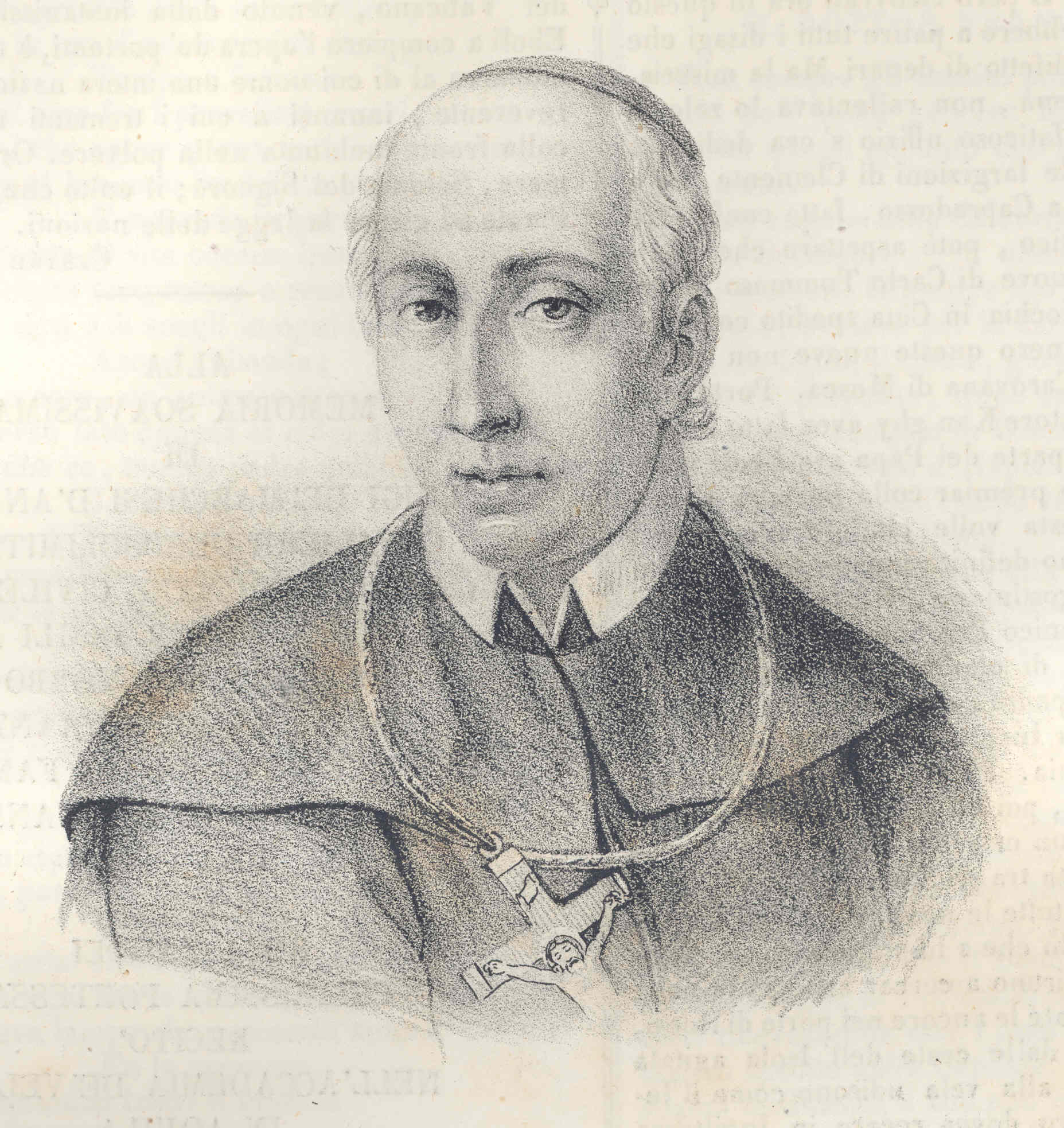
Matteo Ripa

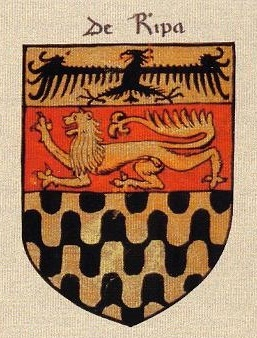
Wappen der Barone von Ripa

Matteo Ripa (chinesisch 馬國賢, Pinyin Ma Guoxian, * 29. März 1682 in Eboli; † 29. März 1746 in Neapel) war ein italienischer Missionar und Orientalist. Er arbeitete als Maler und Kupferstecher unter dem chinesischen Kaiser Kangxi. Nach seiner Rückkehr aus China gründete er in Neapel das Collegio dei Cinesi. Aus diesen Anfängen entwickelten sich das Regio Istituto Orientale und das Istituto Universitario Orientale di Napoli, das schließlich den Grund für die Universität Neapel L’Orientale legte. Auch die Entwicklung der Englischen Gärten ist durch seine Kupferstiche beeinflusst worden.

## Leben

### Frühe Laufbahn und Reise nach China
Ripa wurde in Eboli in eine adlige apulische Familie hineingeboren. Seine Eltern waren der Arzt Gianfilippo Ripa, Baron di Pianchetelle, und Antonia Longo. In dem mittelalterlichen Dorf, das von einem normannischen Kastell überragt wird, verbrachte Matteo seine Jugend zusammen mit seinen Brüdern Tommaso, Diego und Lorenzo. Es heißt, dass er von klein auf einen Hang zur Kunst hatte. Seinerzeit durfte sich der Sohn eines Barons jedoch nicht nur den “piaceri dell’ozio” (der Muse) hingeben, weshalb er auf eine Laufbahn als Jurist vorbereitet wurde. Das Königreich Neapel war in dieser Zeit tief von einem missionarischen Bewusstsein ergriffen, und auch Ripa war von einer idea religiosa beseelt. Er trat in ein missionarisches Säkularinstitut ein. Während seines Studienaufenthalts in Rom wurde er mit dem Problem des Ritenstreits konfrontiert, infolge dessen den Jesuiten 1704 vom Heiligen Stuhl ihre Aktivitäten in China verboten wurden: Clemens XI. sandte eine Delegation unter Charles Thomas Maillard de Tournon nach China, um diese Fragen zu klären (1705–1706).
Matteo Ripa wurde am 28. Mai 1705 ordiniert und 1707 berufen, mit der Gruppe von Missionaren der Congregatio de Propaganda Fide zu reisen, um Tournon die Ernennung zum Kardinal zu übermitteln, die am 1. August 1704 erfolgt war. Mit ihm reisten Gennaro Amodei, Giuseppe Cerù, Domenico Perroni und der Franzose Guglielmo Fabre-Bonjour auf einem englischen Boot, das London am 6. April 1708 verließ. Die Missionare reisten allerdings, ohne ihre katholische Gesinnung zu erkennen zu geben. Sie erreichten im Juni 1709 Manila auf den Philippinen. Sie  mussten bis Anfang November warten, bevor sie sich nach Macau einschiffen konnten auf einem Boot, das ihnen vom spanischen Gouverneur zur Verfügung gestellt wurde. Unter der Führung des Lazaristen Teodorico Pedrini, der schon zwei Jahre vorher in Manila eingetroffen war, brachen sie auf.
Anfang des Jahres 1710 erreichten sie Macao, wo sie endlich auf Tournon trafen, der allerdings schon als Legat amtsenthoben und von den Portugiesen unter Hausarrest gestellt worden war. Kurz nach dem Tod des Legaten, am 8. Juni, wurde Ripa zusammen mit Pedrini und Bonjour an den Hof des chinesischen Kaisers Kangxi berufen. Dort arbeitete er dreizehn Jahre lang (Februar 1711 – November 1723) als Maler und Kupferstecher für den Kaiser.

### Am chinesischen Kaiserhof
Im Sommerpalast in Jehol, Mandschurei, fertigte Ripa 36 Kupferstiche von Ansichten des Palasts und druckte Kupferstiche, die der Kaiser an seine Familienmitglieder verteilte. Große Schwierigkeiten musste er überwinden, um die Druckerpresse zu errichten und die Materialien zu beschaffen, die er zur Herstellung der Kupferstiche benötigte. Als er nach Europa zurückkehrte, brachte er Kopien der Ansichten von Jehol mit.
Er verfolgte auch seine Idee der Evangelisierung Chinas mit Nachdruck. Trotz mancher Konflikte versuchte er, in Peking eine Schule zur Ausbildung junger Chinesen zu eröffnen, die das Christentum unter ihren Landsleuten verbreiten sollten, ein Projekt, welches einige Jahre zuvor auch von dem Lazaristen Ludovico Antonio Appiani verfolgt worden war. Im November 1723 entschied er sich jedoch, nach Italien zurückzukehren und eine Idee umzusetzen, die ihn für den Rest seines Lebens nicht mehr loslassen sollte: Die Gründung des Collegio dei Cinesi di Napoli. Dazu brachte er vier junge Chinesen mit sich: Giovanni Guo (ca. 1700–1763), Giovanni Yin (ca. 1704–1735), Philipo Huang (ca. 1711–1776) und Lucio Wu (ca. 1712–1763), sowie einen erwachsenen Landsmann, der Meister des Mandarin war. Er hatte die Absicht, den Jungen in Italien eine religiöse Ausbildung zu geben. Auf dem Rückweg über Kanton und London wurden sie sogar von Georg I. empfangen.

### Gründung desCollegio dei Cinesiin Neapel
Nach ihrer Ankunft in Italien im November 1724 bildete diese Gruppe den Kern des Collegio dei Cinesi. Nach einigen Schwierigkeiten wurde das Collegio am 7. April 1732 durch Clemens XII. mit einem Breve apostolico anerkannt. In den dreißiger Jahren wirkte Ripa auch als Berater der Propaganda Fide in der Frage des Ritenstreits, die 1742 durch die Päpstliche Bulle Ex quo singulari endgültig geklärt wurde. Ripa verstarb am 29. März 1746, seinem 64. Geburtstag.

## Das Collegio
Zum Collegio gehörte ein Konvikt für die Ausbildung junger Neapolitaner. Unter anderem wurde dort im 18. Jahrhundert der Kirchenlehrer Alfonso Maria de Liguori ausgebildet. Nach der Vereinigung Italiens 1868 gab es zunächst Bestrebungen, das Stift zu schließen. Es wurde jedoch von den Juristen Filippo de Blasio, Giuseppe Cavallo und Antonio Tagliamonte erfolgreich verteidigt. Später wurde das Collegio dei Cinesi in das Real Collegio Asiatico umgewandelt und wurde schließlich nach einer Reform unter Francesco De Sanctis zum Istituto Orientale. Nachdem die Einrichtung ihre missionarische Ausrichtung aufgegeben hatte, wurde sie mit anderen staatlichen Universitäten gleichgestellt. Der Gouverneur der Provinz Shanxi hat einmal beschrieben, welche Bedeutung Ripa hat: „Er bereicherte das Mosaik der missionarischen Tradition Kampaniens, indem er ein spezielles Interesse an China einführte, das sich durch die Epochen zieht (…), er hat damit festgehalten, dass die Spuren auf dieser Erde, die dieser salernitanische Missionar hinterlassen hat, unauslöschlich sind und dass davon die vielen Schulen zeugen, die ihm gewidmet sind.“
Das Collegio dei Cinesi wurde gegründet, um die religiöse Ausbildung junger chinesischer Konvertiten zu Priestern zu sichern und den Katholizismus in China zu verbreiten. Zu diesem Zweck gehörte schon immer die Ausbildung von Übersetzern sowie Experten der Sprachen Indiens und Chinas zu seinen Aufgaben. Die Absolventen fanden oft Verwendung in den Diensten der Ostender Kompanie, die sich auf Betreiben von Kaiser Karl VI. in den Österreichischen Niederlanden bildete, um den Handel mit dem Fernen Osten zu fördern. Damals war das Königreich Neapel durch die Habsburger mit den Niederlanden verbunden.

### Die chinesischen Schüler
Alle vier chinesischen Seminaristen von Ripa wurden ordiniert – Giovanni Gu und Giovanni Yin 1734, Philipo Huang und Lucio Wu 1741 –, drei von ihnen kehrten nach China zurück.
Mehrmals bestrafte Ripa Lucio Wu schwer wegen Insubordination und wies schließlich im Juni 1744 die Propaganda Fide an, den jungen Priester aufgrund seiner „Unreife“ nicht nach China zu entsenden. Am Boden zerstört, floh Lucio aus dem Seminar und verschwand, bis ihn Ripa im Kloster von Monte Cassino im folgenden Frühjahr wiederfand. Ripa bestrafte ihn erneut und wieder floh der junge Mann. Er wurde im September 1745 in Senigallia verhaftet, wo er mit gefälschten Papieren eines Priesters durch den Kirchenstaat reiste und in verschiedenen Kirchen Messen gehalten hatte. Diesmal wurde er zu einer einjährigen Haft im Collegio dei Cinesi verurteilt. Ripa war dies jedoch zu wenig. In einem Brief vom 29. März 1746 – seinem Todestag – forderte er von der Propaganda Fide lebenslange Haft für den chinesischen Priester. Die Kardinäle stimmten zu und Lucio wurde in Rom in der Engelsburg inhaftiert. Seine Gnadengesuche wurden von der Propaganda Fide abgewiesen, zumal auch der Nachfolger von Ripa, Fr. Fatigati, die negative Meinung teilte. Lucio Wu starb in Italien 1763.

## Das Tagebuch
Bemerkenswert in der Biographie von Matteo Ripa ist die Tatsache, dass er trotz eines verhältnismäßig kurzen Aufenthalts am Kaiserhof in Peking eine große Masse an Materialien für die Propaganda Fide zusammengestellt hat. Unter anderem führte er in Peking ein detailliertes Tagebuch, in dem er alle Ereignisse, Gespräche, Dokumente und Diskussionen aufzeichnete und das ein umfassendes Bild der verschiedenen Protagonisten bietet. Ripa war für einige Jahre zusammen mit seinem Freund Teodorico Pedrini der einzige, der nicht als Jesuit am Hof von Kangxi lebte und der eine Sicht auf die Mission in China bieten konnte, die sich von der offiziell gebotenen Version deutlich unterschied.
Sein Tagebuch bot gerade in der Zeit unmittelbar nach seiner Rückkehr nach Italien eine Menge an Informationen aus erster Hand, die in vielen Arbeiten und Briefen veröffentlicht wurden. Die Propaganda Fide, die ihn auch als Berater heranzog, benutzte sie zur Ausarbeitung der Bulle Ex Quo Singulari 1742, wodurch die chinesischen Riten endgültig verurteilt wurden.
Darüber hinaus ist sein Tagebuch, das er in den dreißiger Jahren in Neapel redigiert hat, eine wichtige Quelle zur historischen Erforschung der Mission.

## Werke
- Giornale (1705–1724), Vol. I, Testo critico, note e appendice documentaria di Michele Fatica, Istituto Universitario Orientale, Collana “Matteo Ripa” XIV, Napoli 1991
- Giornale (1705–1724), Vol. II, Testo critico, note e appendice documentaria di Michele Fatica, Istituto Universitario Orientale, Collana “Matteo Ripa” XIV, Napoli 1996
- Storia della fondazione della Congregazione e del Collegio de’ Cinesi sotto il titolo della Sacra Famiglia di G.C. scritta dallo stesso fondatore Matteo Ripa e de’ viaggi da lui fatti. 3 volumi, Napoli, dalla tipografia Manfredi, 1832, contiene:
  - vol. I: Dalla sua vocazione sino allo stabilimento della scuola a Pekin
  - vol. II: Dallo stabilimento della scuola in Pekin fino alla solenne apertura in questa Congregazione e del Collegio in Napoli
  - vol. III: Il quale contiene quel che avvenne dopo la solenne apertura della fondazione fino agli ultimi anni, in cui potei notare queste memorie